# Apple II Language Card

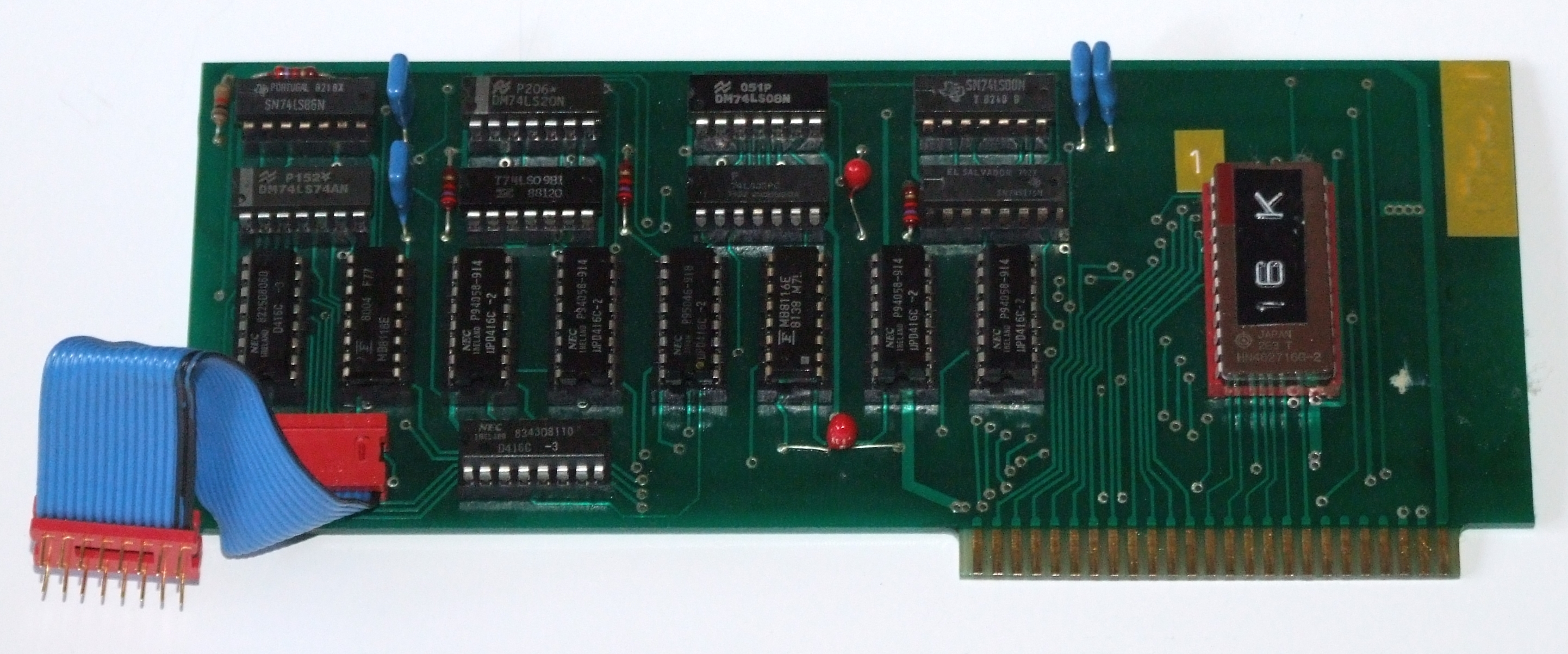
16-KB-Speicherkarte (Nachbau)

Die Apple II Language Card war eine populäre Erweiterungskarte für den ersten Heimcomputer Apple II, die in dessen ROM-Adressraum durch Bank Switching wahlweise RAM-Speicher einblenden konnte. Dadurch wurde ein Speicherausbau bis 64 kB ermöglicht. Die Karte wurde ursprünglich nur zusammen mit Erweiterungssprachen verkauft, zum Beispiel mit Apple Pascal und Apple FORTRAN. Nachbauten der Karte durch andere Unternehmen wurden aber bald auch ohne solche Sprachpakete erhältlich, und ab etwa 1982 setzten viele Apple-Programme eine solche Karte voraus.

## Technik
Der 6502-Mikroprozessor des Apple II hatte einen 16-Bit-Adressraum, konnte von Haus also nur 64 kB Speicher adressieren. Von diesem Adressraum nutzte der Apple II bis zu 48 kB für RAM-Speicher, dann schlossen sich 4 kB an, in denen I/O-Adressen für Memory Mapped I/O und die ROMs auf Erweiterungskarten untergebracht wurden. Die oberen 12 kB waren für das eingebaute ROM des Apple II reserviert (10 kB für den BASIC-Interpreter, 2 kB für das eigentliche Betriebssystem).
Die Language Card blendete sich beim Zugriff auf bestimmte I/O-Register statt der 12 kB des ROMs in den Adressraum ein. Dabei konnten die ersten 4 kB mittels einer zweiten Ebene von Bank Switching zwischen zwei Speicherbänken umgeschaltet werden, sodass die Karte insgesamt 16 kB bot. Andere Hersteller nutzten dasselbe Prinzip, um weitere 4-KB-Blöcke in den Adressraum einzublenden und so auf deutlich mehr als 64 kB Gesamtspeicher zu kommen.
Die Karte wurde standardmäßig stets in den Steckplatz 0 (ganz links) eingesetzt. Sie funktioniert prinzipiell auch in den anderen Steckplätzen, aber fast alle Programme, einschließlich der Betriebssysteme Apple DOS und Apple ProDOS, erwarten die Karte im Steckplatz 0.
Die von Apple selbst angebotene Language Card enthielt zusätzlich einen ROM-Chip, der inhaltlich identisch mit dem sogenannten Autostart-ROM des Apple II+ war. Damit erhielt auch das Apple-II-Urmodell die Fähigkeit, beim Einschalten ohne Befehlseingabe selbsttätig ein Betriebssystem oder anderes Programm von einer Diskette zu starten. Die von anderen Unternehmen angebotenen Nachbauten der Language Card verzichteten aus urheberrechtlichen Gründen auf diesen ROM-Chip; auf dem inzwischen weit häufigeren Apple II+ brachte dieser ohnehin keinen Zusatznutzen.
Beim weiter entwickelten Computermodell Apple IIe und allen späteren Modellen der Baureihe war eine Speichererweiterung nach Art der Language Card bereits eingebaut. Dafür entfiel der Steckplatz 0, so dass nur noch sieben Standard-Apple-Steckplätze (1–7) vorhanden waren.